# 이상학 (목사)
이상학은 현 새문안교회 담임목사이다.  연세대학교 건축학과를 졸업하고 서울대학교 대학원 사회학 석사를, 장로회신학대학교 신학대학원에서 목회학 석사를, 에모리 대학교 신학대학원에서 조직신학 석사를, 버클리 연합신학대학원(GTU in Berkeley)에서 조직신학, 철학 박사 학위를 취득하였다.
2017년에 이수영 (목사)의 후임으로 새문안교회에 담임목사로 임직하였다.
1. ↑  “새문안교회”. 2020년 2월 12일에 확인함.